# Ђаволица
Ђаволица (енгл. „She-Devil“) је америчка филмска драма из 1989. године. Ово је прва комедија у каријери Мерил Стрип. За њу је номинована за Златни глобус за најбољу главну глумицу.

## Радња
Филм је снимљен у стилу гротеске и црног хумора.
Рут Пачет (Бар), пуначка и занемарена домаћица, тражи заборав у љубавним романима Мери Фишер (Мерил Стрип), романтичне лепотице која живи у ружичастом свету свог шик имања. Једног дана на забави на коју је Рут дошла са својим мужем, амбициозним рачуновођом Бобом (Ед Бегли), упознаје саму Мери. Због неспретности Рут, која је полила ружичасту хаљину госпођице Фишер шампањцем, Боб упознаје Мери, што доводи до изненадне романсе између њих, услед чега Боб одлази Мери.
Рут је одлучна да се освети и смишља план који ће довести до уништења свега што је Бобу драго: дома, породице, угледа, слободе. 

## Улоге
| Глумац           | Улога        |
| ---------------- | ------------ |
| Мерил Стрип      | Мери Фишер   |
| Розан Бар        | Рут          |
| Ед Бегли Млађи   | Боб          |
| Линда Хант       | Хупер        |
| Силвија Мајлс    | гђа. Фишер   |
| Еј Мартинез      | Гарсија      |
| Мери Луиз Вилсон | гђа. Трампер |